# Harald Martenstein
Harald Martenstein, né le 9 septembre 1953 à Mayence, est un journaliste et auteur allemand.

## Jeunesse
Son père, Kurt Martenstein, était ingénieur, membre d'un groupe de jazz populaire et accompagnait parfois le célèbre cabarettiste Hanns Dieter Hüsch. Après l'obtention de son bac à Mayence, il fait des études d'histoire et de linguistique allemande à l'université de Fribourg-en-Brisgau.

## Carrière
De 1981 à 1988, il travaille au journal Stuttgarter Zeitung et de 1988 à 1997 au journal berlinois Der Tagesspiegel. Il fait un passage rapide à la direction du service culturel de la Abendzeitung à Munich avant de redevenir un des principaux rédacteurs du Tagesspiegel et d'y écrire une chronique chaque dimanche.
Depuis 2002, il écrit une chronique satirique pour le journal hebdomadaire Die Zeit intitulé Lebenszeichen (Signe de vie) et depuis 2007 dans le ZEIT-Magazin LEBEN (supplément "vivre" à Die Zeit) sobrement intitulé Harald Martenstein.
Un recueil de ses chroniques a paru pour la première fois en 2004 sous le titre Vom Leben gezeichnet (Dessiné par la vie)
En 2004, il reçoit le prix Egon-Erwin-Kisch pour un texte sur les disputes relatives à la succession de la direction de la maison d'édition Suhrkamp Verlag.
Depuis l'automne 2007, Harald Martenstein a sa propre chronique radiophonique sur radioeins

### Romans
Martenstein publie son premier roman Heimweg (trajet du retour) en février 2007. Cette chronique familiale de l'Allemagne d'après-guerre a obtenu le prix Corine du premier roman.
Son deuxième roman Gefühlte Nähe (Proximité ressentie) a pour thème les échecs d'une jeune femme dans sa recherche de l'amour. Chaque chapitre est raconté du point de vue d'un de ses 23 amants.
Des recueils de ses chroniques pour Die Zeit sont régulièrement publiés.